# True Lies (jeu vidéo)
Pour le film, voir True Lies.
True Lies est un jeu vidéo d'action sorti en 1994 sur Game Boy, Game Gear, Mega Drive et Super Nintendo. Le jeu a été développé par Beam Software et édité par Acclaim.
Il s'agit de l'adaptation du film True Lies de James Cameron, sorti en 1994.

## Système de jeu
Par une vue de dessus, le joueur incarne l'agent Tasker (héros du film joué par Arnold Schwarzenegger) et doit éliminer les ennemis sur sa route à travers une vingtaine de niveaux retraçant l'histoire du film assez fidèlement. Différentes armes sont utilisables pour éliminer les adversaires : colt, fusil à pompe, Uzi, grenade et lance-flammes. Pour avancer, le joueur doit parfois retrouver des clés d'accès ou accomplir certains objectifs comme placer un pisteur. Dans plusieurs missions, des otages doivent également être libérés. Les civils ne sont pas visés par les terroristes mais peuvent être atteint par des balles perdues. Si trois otages meurent, la mission est un échec.
Les déplacements de Tasker sont assez limités : il ne peut pas sauter ni courir mais peut cependant effectuer un roulé-boulé au sol pour éviter les tirs.